# Radif
Radif (persky: ردیف ), znamená řád, je kolekce starých perských melodií, které byly předávány po mnoho generací orální formou a jsou základním stavebním kamenem perské klasické hudby. Hudba radifu se pohybuje v tonálním prostoru, zvaném dastgah. Interpretace Radifu je založena na improvizaci a modifikaci zaznamenaných (kánonických) melodií Radifu. Radif byl zapsán v roce 2009 do nehmotného kulturního dědictví UNESCO.